# Decca Records
«Де́кка» (англ. Decca Records) — британский лейбл звукозаписи, основанный в 1929 году Эдвардом Льюисом. В 1934 году было открыто американское отделение, однако после Второй Мировой войны связи с заокеанской компанией ослабли на несколько десятилетий. В настоящее время обе компании принадлежат концерну Universal Music Group (первоначально выросший из американской Decca), который, в свою очередь, входит в медийный конгломерат Vivendi, расположенный во Франции. Decca Records выпускает записи различных жанров, включая джаз, рок, поп и классическую музыку.
Название лейбла восходит к портативным граммофонам «Decca Dulcephone», запатентованным компанией-изготовителем Barnett Samuel & Sons в 1914 году. Фирма позже была переименована в The Decca Gramophone Co. Ltd. и продана бывшему маклеру Эдварду Льюису в 1929 году. Само слово «Decca» было придумано Уилфредом Самюэлем, который соединил слово «Мекка» с первой буквой своего бренда «Dulcet» / «Dulcephone». По его мнению, «Decca» было просто произносить на большинстве языков.

## Интересные факты
1 января 1962 года тогда ещё малоизвестная группа «Битлз» проходила прослушивание у лейбла Decca, в результате чего получила отказ.